# Seznam křižovnických proboštů na Zderaze
- 1241 : Petr
- 1258 : Zdislav
- 1283 (1287) : Vojslav
- 1294 : Otto
- : Mikuláš I.
- -1326 : Sobek
- : Hidebrand
- 1333–1335 : Filip
- : Jiří
- 1345–1358 : Jindřich
- 1359–1371 : Mikuláš II.
- 1372–1393 : Jan Mráz
- 1394 : Václav
- 1395–1403 : Valentin
- 1407–1427 (?) : Bernard
  - 1419–1440 : interregnum
- 1440–1454ca : Mikuláš III.
- 1455–1498 : Pavel Pouček z Talmberka
- 1498–1511 : Jan ze Švamberka
- 1500–1507 : Jiří Haller (spoluprobošt?)
- 1516–1531 : Andreas Thiele 
  - 1531–1573  : proboštství neexistovalo
- 1573–  : Martin Narozius
  -  : Administrátoři (augustiniáni od sv. Tomáše)
- 1592– : Jiří (Řehoř) Linck
- : Kašpar Rock, bosý augustinián
- –1649 : Jan Křtitel Florius de Cremona
- –1653 : Jakub Hildebrand
- 1653–1657 : administrace
- 1657–1664 : Jan Křititel Cynner
- 1664–1690 : Jan Vilém Elbel z Elbinsbergu
- 1690–1704 : Kašpar Jan Narcius Künn
- 1704–1714 : Vavřinec Knauer
- 1715–  : Jan Bedřich Josef Steimann
- –1726 : Bohumír Langer
- 1726–1743 : František Karel Fuchs
- : Jan Berger
- –1757 administrace
- 1757–1769 : Václav Wolprecht
- 1769–1785 : Jan Maršálek, administrátor